# Октябрьский (Зональный район)
Октябрьский — посёлок в Зональном районе Алтайского края России. Административный центр и единственный населённый пункт Октябрьского сельсовета.

## География
Посёлок находится в восточной части Алтайского края, в пределах Бийско-Чумышской возвышенности, на расстоянии примерно 7 километров (по прямой) к северо-востоку от села Зональное, административного центра района. Абсолютная высота — 240 метров над уровнем моря.

Климат умеренный, континентальный. Средняя температура января составляет −18,2 °C, июля — +18,9 °C. Годовое количество атмосферных осадков — 518 мм.

## Население
| 1997  | 1998  | 1999  | 2000  | 2001  | 2002  | 2003  |
| ----- | ----- | ----- | ----- | ----- | ----- | ----- |
| 1131  | ↘1122 | ↗1141 | →1141 | ↗1156 | ↗1178 | ↘1174 |
| 2004  | 2005  | 2006  | 2007  | 2008  | 2009  | 2010  |
| →1174 | ↘1138 | ↘1123 | ↗1134 | ↗1143 | ↘1133 | ↗1140 |
| 2011  | 2012  | 2013  | 2014  | 2015  | 2016  | 2017  |
| ↗1150 | →1150 | ↘1136 | ↘1133 | →1133 | ↗1137 | ↗1151 |
| 2018  | 2019  | 2020  | 2021  |       |       |       |
| ↘1127 | ↘1119 | ↘1091 | ↘1081 |       |       |       |

Согласно результатам переписи 2002 года, в национальной структуре населения русские составляли 90 %.

## Инфраструктура
В посёлке функционируют средняя общеобразовательная школа, детский сад, фельдшерско-акушерский пункт (филиал КГБУЗ «Зональная центральная районная больница»), дом культуры, библиотека и отделение Почты России.

## Улицы
Уличная сеть посёлка состоит из десяти улиц и трёх переулков.